# Bionic Ghost Kids
Bionic Ghost Kids war ein deutsches Zwei-Mann-Screamo-/Dance-Projekt aus Berlin, welches 2004 gegründet und 2012 aufgelöst wurde.

## Geschichte
Gegründet wurde das Projekt 2004 von Chris Raven und C.J, The Ghost Kid, die noch bei der Band Everest aktiv waren. Während eines Studioaufenthalts von Everest ergabt sich die Möglichkeit in einem Nebenstudio die ersten Songs zu produzieren. Im selben Jahr erschien auch ihr Debüt-Album.
Innerhalb der folgenden Jahre erschienen mehrere Split EPs mit Bands wie Wild Stallions und Arktis, sowie im Jahr 2008 die EP Poison Ivy, womit man deutschlandweit auf Tour ging.
Schon ein Jahr später erschien auch das zweite Album Horrorshow.
Neben der 2011 erschienene EP Save My Soul, gaben die Musiker bekannt, das Projekt aufzulösen und spielten Ende 2012 eine Finale Show in Berlin, mit Bands wie u.a Annisokay.

## Musikstil und Texte
Auf programmierte Drums werden Synthesizer und Gitarren gelegt und der Gesang geshoutet. So ergibt sich die Mischung aus Screamo und Rock, gepaart mit Elementen aus dem Dance- und Pop-Bereich.
Bereits das Debüt-Album Bionic Ghost Kids verfolgt das Konzept eines Horrorfilms. Thematisch dreht sich alles um Zombies, Vampire und ähnliche Kreaturen. Die Texte erzählen die Geschichte einer Kleinstadt, die vom Bösen heimgesucht wird und von dem letzten überlebenden Pärchen und dessen tragisches Ende.

## Diskografie

### Alben
- 2004: Bionic Ghost Kids I - Kill Fight Destroy
- 2006: Bionic Ghost Kids II
- 2009: Horrorshow

### EPs
- 2008: Poison Ivy
- 2011: Save My Soul

### Splits
- 2006: Bionic Ghost Kids / Wild Stallions - Split
- 2007: Bionic Ghost Kids / Arktis - Euro Tour Split EP
- 2009: Bionic Ghost Kids / Totenpaahle - The Bankrupt Tape Series Vol.1

### Demos
- 2005: Buried Alive

### Weitere Veröffentlichungen
- 2010: Fireflies (Owl City Cover)
- 2012:  Tales of the Ghost Kids (Hörspiel)